# Methona grandior
Methona grandior är en fjärilsart som beskrevs av Forbes 1943. Methona grandior ingår i släktet Methona och familjen praktfjärilar. Inga underarter finns listade i Catalogue of Life.